# SIG Sauer P226
La SIG Sauer P226 è una pistola semiautomatica ideata e prodotta dall'azienda svizzera Schweizerische Industrie Gesellschaft (attualmente dalla Swiss Arms) in collaborazione con la tedesca Sauer a partire dal 1984.

## Storia
La pistola SIG Sauer P226 è stata progettata dalla SIG per partecipare ai test "XM9 Pistol Trials", indetti dall'esercito degli Stati Uniti per sostituire l'arma in dotazione fino ad allora, la Colt M1911.
La scelta si ridusse a due candidati: la SIG Sauer P226 e la Beretta 92; pur essendo risultate entrambe idonee, la Beretta fu preferita per il minor costo dei ricambi, diventando così la pistola M9 (1985).
I Navy SEAL, però, in seguito alla fuoriuscita, su alcuni esemplari, del carrello della M9, decisero di adottare la P226. Occorre precisare che i carrelli della M9 fuoriuscirono in seguito a test a fuoco con munizioni a pressioni più elevate dello standard e che, in seguito a ciò, fu introdotto da Beretta il modello 92FS, il quale incorpora tuttora un blocco che impedisce al carrello di venire "lanciato" indietro sul volto del tiratore in caso di rottura.
Le P226 adottate dai Navy Seals vennero in seguito dotate di un trattamento più resistente alla corrosione, visto l'utilizzo in ambiente salmastro.
In Svizzera la SIG 226, così come la sorella minore 228, ha avuto ampia diffusione tra i corpi di polizia. In generale le sue prestazioni sono state molto soddisfacenti, anche se sono stati segnalati diversi casi di rottura delle guide del fusto in lega. Casi simili sono descritti anche negli Stati Uniti, ma la disponibilità della casa produttrice a intervenire in garanzia, su quello che appare chiaramente un problema di progettazione del fusto, è alquanto incostante. Il fatto che Sig-Sauer abbia poi sentito il bisogno di produrre una versione "heavy frame" ne è la conferma.

## Caratteristiche
La P226, derivata dalla precedente P220, mantiene in gran parte le stesse caratteristiche e il medesimo design.
La SIG P226 aggiunge però alcuni miglioramenti estetici e funzionali; tra i più evidenti vi sono la presenza di un caricatore bifilare, con capacità aumentata fino a 15 colpi, oltre ad un più efficiente sistema di scorrimento del carrello.
Sono state poi concepite diverse versioni dell'arma, ognuna con caratteristiche proprie e materiali di produzione differenti.

## Varianti
- P226R (R = rail) caratterizzata da una particolare slitta posta al di sotto della canna per l'utilizzo di accessori quali un mirino laser o una torcia tattica. Attualmente ha sostituito la P226 standard
- P226 LDC (long dust cover) il bilanciamento dell’arma è stato ottimizzato, questo porta anche ad una riduzione del rilevamento dell’arma stessa.
- P226 Blackwater progettata per la compagnia Blackwater Worldwide, è dotata di carrello in acciaio inox e mirino visibile al buio.
- P226 Equinox rifinita in Nichel, e sistema di mira ad alta visibilità
- P226 Navy progettata per i Navy SEAL e resa disponibile al pubblico a partire dal 2004. Originariamente immessa nel mercato civile con una tiratura limitata di esemplari (2.000 pezzi circa) la cui matricola cominciava con la sigla "NSW" (Naval Special Warfare). Attualmente commercializzata con matricole standard ma specifiche analoghe. Possiede organi di mira a elevato contrasto per una maggiore visibilità e parti interne trattate per essere resistenti alla corrosione. È identificata da un'ancora impressa sul lato sinistro del carrello, che è monoblocco anziché avere l'otturatore inserito all'interno. La finitura del carrello anticorrosione è detta Nitrox.
- P226 Navy Seals Differisce dalla versione Navy per la finitura del carrello detta QPQ dalle prestazioni anticorrosione ancora più efficienti del trattamento Nitrox. L'arma è totalmente costruita in Germania. Sul carrello oltre l'ancora impressa reca una "S" indice della composizione dello stesso in acciaio monoblocco.
- P226 SL Tutta in acciaio inox (fusto incluso), e scatti alleggeriti, disponibile sia colore inox sia nera, carrello monoblocco.
- P226 Tactical Dotata di canna più lunga con filettatura finale per l'utilizzo di un silenziatore
- P226 Combat Modello dotato di mirino visibile all'oscurità, colorazione mimetica desertica per l'impugnatura e una slitta Picatinny per l'aggancio degli accessori.

## La SIG Sauer P226 nella cultura di massa
- In ambito videoludico, la P226 è utilizzabile nei videogiochi Left 4 Dead 2 e Counter-Strike (in versione P228). È presente in Call of Duty: Ghosts come P226, nel gioco indie Strike Force Heroes, in Battlefield 4 e Hardline e Rainbow Six Siege in versione MK 25 per i S.A.S.
- In ambito televisivo, la P229 è la pistola più spesso utilizzata dal tenente Horatio Caine nella serie televisiva CSI: Miami mentre la P226 è usata dal capitano Steve McGarrett in Hawaii Five-0, chiaro retaggio del suo passato nei Navy SEALs.
- In ambito cinematografico, la P226 compare nei film Silent Hill, Bad Boys[3], Face/Off - Due facce di un assassino[4], Hannibal[5], Casino Royale[6], Resident Evil: Retribution (in versione R)[7], Impatto imminente e Max Payne (in versione R), Spectre.
- In ambito anime, la P226 compare nell'OVA di Hellsing[8], in Full Metal Panic[9] e in Black Lagoon.[10]
- In ambito di animazione, la P226 compare in American Dad!
- È l'arma di ordinanza in dotazione agli agenti nella serie televisiva X-Files.